# Raphael Cheenath
Raphael Cheenath (Manalur, 29 de dezembro de 1934 – 14 de agosto de 2016) foi o arcebispo de Cuttack-Bhubaneswar, Índia. Ele foi ordenado como sacerdote dos Missionários do Verbo Divino em 21 de setembro de 1963, nomeado bispo de Sambalpur, Índia, em 28 de fevereiro de 1974. Ele foi nomeado como arcebispo de Cuttack-Bhubaneswar, em 1 de julho de 1985 e se aposentou em 11 de fevereiro de 2011.